# 禅定寺 (京都府宇治田原町)
禅定寺（ぜんじょうじ）は、京都府綴喜郡宇治田原町禅定寺庄地にある曹洞宗の寺院。山号は白華補陀洛山。院号は観音妙智院。本尊は十一面観音。寺の周辺地域は禅定寺京都府歴史的自然環境保全地域に指定されている。

## 歴史
当寺に伝わる『禅定寺造営年次目録』によれば、当寺は華厳宗の東大寺別当（寺を統括する最高位の僧）などを務めた僧・平崇によってかつて桑在寺（くわりじ）という寺があったという久和利郷の地に創建されたとする。当地は藤原氏の夏の別荘が建てられている所でもあり、平崇は関白藤原兼家（藤原道長の父）の帰依を受けている。それにより永延元年（987年）より当寺の建立が始められた。正暦元年（990年）には兼家は没したが正暦2年（991年）に本堂を建て始め十一面観音像を安置し、長徳元年（995年）に完成したという。以来当寺は、平崇が東大寺に建てた子院・正法院の末寺となった。
それから数年後の長保3年（1001年）の日付をもつ「禅定寺領田畠流記帳」によると、当寺は長保3年（1001年）に平崇によって地元の田原郷の地一千町歩の杣山や田畑が寄進されているのがわかる。藤原頼通からも寄進を受けて不輸租田とされたものもあり、他の地方にも寺領を有していた。これら禅定寺領は延久3年（1071年）別当覚勢阿闍梨のときに平等院に寄進され、これを領家としている。これにより当寺は平等院の末寺とされた。このように、当寺は平安時代を通じて藤原道長・頼通父子ら貴族の帰依を受け、広大な寺領を背景に栄えた。寺の運営は寄人（よりうど）と称される寺に所属する領民によって支えられていた。
当寺に残る文書によると、中世の禅定寺は近隣との境争論をたびたび起こしており、中でも九条家領（最勝金剛院領）の曽束荘（そつかのしょう、現・滋賀県大津市大石曽束町）との山堺争論は中世から近世末期まで延々と争われたことで著名である。
当寺は戦国時代にはすでに衰微していたが、近世に入り延宝8年（1680年）に加賀国の大乗寺（現・石川県金沢市）の中興である月舟宗胡が入寺し、加賀藩家老本多政長の援助を得て再興している。これ以来宗旨を曹洞宗に改めた。

## 境内
- 本堂（京都府指定有形文化財） - 茅葺き。
- 客殿
- 観音堂（京都府指定有形文化財）
- 庫裏
- 庭園
- 十八善神堂 - 当山の守護神。美音神・梵音神・天鼓神・歎妙神・歎美神・麻妙神・雷音神・師子神・妙歎神・梵郷神・人音神・佛奴神・歎徳神・広目神・妙眼神・徹聴神・徹視神・遍観神を祀る。
- 五輪塔（宇治田原町指定有形文化財） - 康永元年（1342年）12月4日建立。
- 鐘楼 - 梵鐘は太平洋戦争中の金属類回収令で供出されて無くなっていたが、1979年（昭和54年）に京都市嵐山の中川武治氏の発願により新しく鋳造された[4]。
- 仁王門（京都府指定有形文化財） - 享保4年（1719年）再建。
- 壱の門（山門）

なお、周辺も寺の所有地としてほぼ極相状態の広葉樹林がみられるなど自然が維持されており、1990年（平成2年）3月9日に禅定寺京都府歴史的自然環境保全地域（15.60ha）に指定されている。

## 文化財

### 重要文化財
- 木造十一面観音立像 - 当寺の本尊。像高286cm。量感のある体躯表現に平安時代初期様式の名残がうかがえるが、表情は和風化し衣文の彫りもおだやかで、禅定寺が創建された10世紀末頃の作と思われる。以下の諸仏も平安時代中期～後期の作である。
- 木造日光菩薩立像 - 月舟禅師により相楽郡山城町に存在した光明山寺から移されたとする説がある[5]。
- 木造月光菩薩立像 - 月舟禅師により相楽郡山城町に存在した光明山寺から移されたとする説がある[5]。
- 木造四天王立像 4躯
- 木造文殊菩薩騎獅像
- 木造延命地蔵菩薩半跏像
- 禅定寺田畠注文（1巻）・流記帳追記（1巻）
- 禅定寺文書（140通）10巻 7冊[6]

### 京都府指定有形文化財
- 本堂
- 観音堂
- 仁王門

### 宇治田原町指定有形文化財
- 木造大威徳明王像
- 五輪塔

## 利用情報
- 拝観時間 - 9時～16時
- 拝観料 - 大人500円（30名以上は400円）、中学生以下は200円

## 所在地
- 京都府綴喜郡宇治田原町大字禅定寺庄地100

### アクセス
- JR奈良線 宇治駅・京阪宇治駅または近鉄京都線 新田辺駅より京都京阪バス維中前行き、または緑苑坂・工業団地方面行き維中前（いちゅうまえ）または岩山下車、徒歩約30分（岩山に停車するのは緑苑坂・工業団地方面行きのみ）[7]。維中前バス停にはタクシーが待機していることが多く、待機していない場合も電話で呼び出しができる[8]。
- 維中前からは宇治田原町の福祉バスも運行されている（1日5往復、運賃無料、全区間自由乗降、土日祝、お盆、年末年始などは運休）。「北ルート」にて終点の「禅定寺」下車[9]。